# Flexicoil-Federung

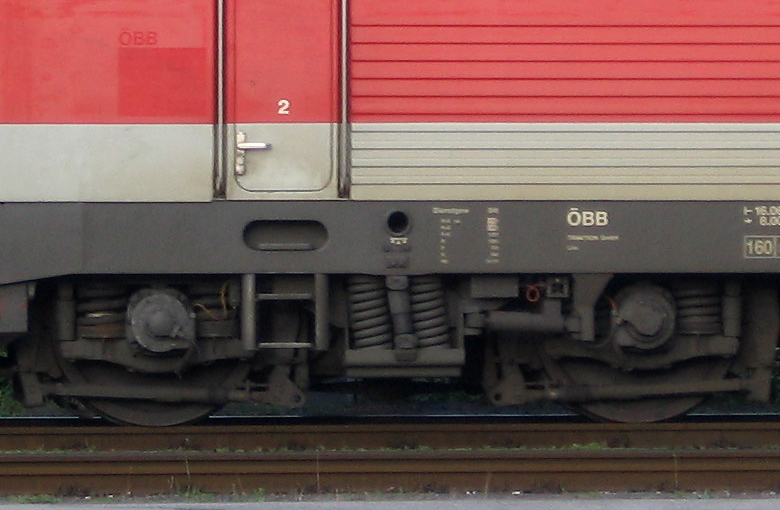
S-förmig gebogene Sekundärfedern an einem ausgelenkten Drehgestell einer ÖBB-1044-Lokomotive

Als Flexicoil-Federung (Flexicoil-Bauweise, Flexicoil-Konstruktion, Flexicoil-Prinzip, Flexicoil-Wirkung) bezeichnet man die Anwendung einer Schraubendruckfeder, deren Endwindungen sich im Gebrauch gegeneinander nicht nur auf der Schraubenachse, sondern auch quer dazu verschieben, wonach die Schraubenachse S-förmig ist.
Sie wird typischerweise als Sekundärfederung in Eisenbahn-Drehgestellen verwendet, weil mit ihr die Drehgestell-Masse durch den Wegfall der Wiege 400 bis 700 kg kleiner wird. “Die Sekundärfederelemente übernehmen sowohl die Kastenabstützung als auch das Ausdrehen” des Drehgestells. Ihre Enden (mehrere Federn sind i. d. R. an den Drehgestellseiten, also auf einem relativ großen Radius um die Drehachse Wagenkasten-Drehgestell angeordnet) verschieben sich beim Ausdrehen seitlich gegeneinander. Die Schraubenachse nimmt beim Verschieben S-Form an. Dafür, dass diese Verformung ertragbar ist, muss die Schraubenfeder relativ lang bzw. weich sein. Bei Gefahr des Ausknickens werden zwei in die Feder hineinreichende Stützen (sogenannte Führungskernstücke), verwendet.
Bei modernen Eisenbahn-Personenwagen wird die Flexicoil-Federung dann verwendet, wenn auf die ebenfalls seitlich auslenkbaren, komfortableren, aber sowohl in der Anschaffung wie im Unterhalt ungünstigeren Luftfedern verzichtet werden kann. Bei modernen Triebfahrzeugen wird heute vorwiegend Flexicoil-Federung angewendet.

## Firmenname eines Herstellers von landwirtschaftlichen Maschinen
Die Firma flexicoil ist ein Händler von landwirtschaftlichen Maschinen, der flexicoil im Namen führt. Diese und andere Firmen verkaufen eine Maschine zur Bodenbearbeitung mit einer Rolle, die die Form einer Schraubenfeder hat, mit den Produktnamen flexicoil packer oder coil packer.